# 1683
| [ Edytuj tabelę ]              | |
| Król Polski                    | - 1674 Jan III Sobieski 1696 |
| Współksiążęta Andory           | - 1682 Joan Baptista Desbac i Mortorell 1688 - 1643 Ludwik XIV 1715                                                                   |
| Król Anglii i Szkocji          | - 1660 Karol II 1685 |
| Elektor Bawarii                | - 1679 Maksymilian II Emanuel 1726 |
| Elektor Brandenburgii          | - 1640 Fryderyk Wilhelm 1688 |
| Sułtan Brunei                  | - 1673 Muhyiddin 1690 |
| Cesarz Chin                    | - 1661 Kangxi 1722 |
| Król Czech                     | - 1657 Leopold I Habsburg 1705 |
| Król Danii                     | - 1670 Chrystian V 1699 |
| Dalajlama                      | - 1683 Cangjang Gjaco 1706 |
| Cesarz Etiopii                 | - 1682 Ijasu Wielki 1706 |
| Król Francji                   | - 1643 Ludwik XIV 1715 |
| Król Hiszpanii                 | - 1665 Karol II 1700 |
| Landgraf Hesji-Kassel          | - 1670 Karol I Heski 1730 |
| Stadhouder Holandii            | - 1672 Wilhelm III Orański 1702 |
| Szach Iranu                    | - 1666 Safi II 1694 |
| Państwo Wielkich Mogołów       | - 1658 Aurangzeb 1707 |
| Król Irlandii                  | - 1660 Karol II Stuart 1685 |
| Cesarz Japonii                 | - 1663 Reigen 1687 |
| Kalif                          | - 1648 Mehmed IV 1687 |
| Patriarcha Konstantynopola     | - 1682 Dionizy IV Muzułmanin 1684 |
| Władca Korei                   | - 1674 Sukjong 1720 |
| Książę Kurlandii i Semigalii   | - 1682 Fryderyk Kazimierz Kettler 1698                                                                                                |
| Książę Liechtensteinu          | - 1627 Karol Euzebiusz 1684 |
| Sułtan Maroka                  | - 1672 Maulaj Isma’il 1727 |
| Książę Monako                  | - 1662 Ludwik I 1702 |
| Król Nawarry                   | - 1643 Ludwik XIV 1710 |
| Król Norwegii                  | - 1670 Chrystian V 1699 |
| Sułtan Omanu                   | - 1649 Sultan I ibn Sajf 1688 |
| Elektor Palatynatu             | - 1680 Karol II 1685 |
| Papież                         | - 1676 Innocenty XI 1689 |
| Książę Parmy i Piacenzy        | - 1646 Ranuccio II 1694 |
| Król Portugalii                | - 1656 Alfons VI 1683 - 1683 Piotr II 1706                                                                                            |
| Książę w Prusach               | - 1640 Fryderyk Wilhelm Wielki Elektor 1688                                                                                           |
| Car Rosji                      | - 1682 Iwan V 1696 - 1682 Piotr I Wielki 1725                                                                                         |
| Cesarz Rzymski (niemiecki)     | - 1658 Leopold I Habsburg 1705 |
| Kapitanowie Regenci San Marino | - 1682 Marc'Antonio Gozi Innocenzo Bonelli 1683 - 1683 Francesco Maccioni Alfonso Tosini 1683 - 1683 Carlo Tosini Lorenzo Giangi 1684 |
| Elektor Saksonii               | - 1680 Jan Jerzy III Wettyn 1691 |
| Król Szwecji                   | - 1660 Karol XI 1697 |
| Król Tajlandii                 | - 1656 Narai 1688 |
| Sułtan Turków                  | - 1648 Mehmed IV 1687 |
| Doża Wenecji                   | - 1676 Alvise Contarini 1683 - 1683 Marcantonio Giustinian 1688                                                                       |
| Król Węgier                    | - 1655 Leopold I 1705 |
| Książęta Wirtembergii          | - 1677 Eberhard Ludwik 1733 |

Rok 1683 / MDCLXXXIII
stulecia: XVI wiek ~
XVII wiek ~
XVIII wiek

lata: 1673 «
1678 «
1679 «
1680 «
1681 «
1682 «
1683
» 1684
» 1685
» 1686
» 1687
» 1688
» 1693

## Wydarzenia w Polsce
- 21 stycznia buńczuki sułtańskie zostały wyniesione z pałacu w Adrianopolu i zatknięte przed "Bramą Szczęścia"; był to tradycyjny znak rozpoczęcia wojny.[1]
- 1 kwietnia – cesarz Leopold I Habsburg zawarł z królem Polski Janem III Sobieskim przymierze skierowane przeciwko Imperium osmańskiemu.
- 23 lipca – położono kamień węgielny pod budowę kościoła Przemienienia Pańskiego w Warszawie.
- 29 lipca – Jan III Sobieski wyruszył z Krakowa pod oblegany przez Turków Wiedeń.
- 12 września – bitwa pod Wiedniem, zwana odsieczą wiedeńską. Wojskami Ligi Świętej dowodził król Jan III Sobieski.
- Grudzień – Jan III Sobieski wjechał uroczyście do Krakowa. Następnego dnia zawiesił przy grobie św. Stanisława na Wawelu zdobytą chorągiew turecką.

## Wydarzenia na świecie
- 1 stycznia – brandenburski kolonizator Otto Friedrich von der Groeben rozpoczął budowę Fortu Groß Friedrichsburg na Złotym Wybrzeżu (obecnie Ghana).
- 6 czerwca – w Oksfordzie otwarto Ashmolean Museum, pierwsze w historii muzeum uniwersyteckie.
- 16 lipca – V wojna austriacko-turecka: Turcy rozpoczęli oblężenie Wiednia.
- 12 września – wojna polsko-turecka: oblegająca Wiedeń armia Imperium osmańskiego, dowodzona przez Wielkiego wezyra Kara Mustafę, została pokonana przez wojska koalicji polsko-niemieckiej z Janem III Sobieskim na czele, tracąc 10-20 tys. ludzi, ciężki sprzęt (w tym wszystkie działa) i zapasy; sam zwycięski król wysłał do Krakowa 80 wozów z łupami, zaś Jerzy Franciszek Kulczycki, któremu przypadły worki z kawą, otworzył niebawem pierwszą w austriackiej stolicy kawiarnię.
- 6 października – do Ameryki Północnej przybyła pierwsza grupa osadników niemieckich.
- 7 października – wojna polsko-turecka: przegrana Jana III Sobieskiego w pierwszej bitwie pod Parkanami.
- 9 października – wojna polsko-turecka: wygrana Jana III Sobieskiego w drugiej bitwie pod Parkanami.
- 10 października – w hiszpańskim porcie Kadyks w wyniku pożaru eksplodowała amunicja na niemieckim statku „Wapen von Hamburg”, powodując śmierć 64 marynarzy.
- 15 grudnia – Kara İbrahim Pasza został tureckim wielkim wezyrem, zastępując usuniętego Kara Mustafę.
- 25 grudnia – uznany za winnego klęski w bitwie pod Wiedniem były wezyr Kara Mustafa został z rozkazu sułtana Mehmeda IV uduszony w Belgradzie.

## Urodzili się
- 1 marca – Karolina z Ansbachu, królowa Wielkiej Brytanii. (zm. 1737)
- 3 maja – Aleksander Podlesiecki, polski filozof, jezuita
- 7 września – Maria Anna Habsburg, królowa Portugalii (zm. 1754)
- 10 listopada – Jerzy II, król Wielkiej Brytanii i elektor Hanoweru (zm. 1760)

## Zmarli
- 28 kwietnia – Daniel Casper von Lohenstein, niemiecki pisarz i poeta (ur. 1635)
- 30 lipca – Maria Teresa, królowa Francji, żona Ludwika XIV (ur. 1638)
- 24 sierpnia – John Owen, angielski teolog i pastor (ur. 1616)
- 12 września – Alfons VI, król Portugalii (ur. 1643)
- 18 listopada – Innocenty Gizel – historyk niemieckiego pochodzenia (ur. 1600)
- 15 grudnia – Mikołaj Hieronim Sieniawski, hetman polny koronny (ur. 1645)
- 25 grudnia – Kara Mustafa, turecki wódz i wezyr (ur. 1634 lub 1635)

- Roger Williams, angielski duchowny protestancki, pionier baptyzmu w Ameryce Północnej (ur. 1603)

## Święta ruchome
- Tłusty czwartek: 25 lutego
- Ostatki: 2 marca
- Popielec: 3 marca
- Niedziela Palmowa: 11 kwietnia
- Wielki Czwartek: 15 kwietnia
- Wielki Piątek: 16 kwietnia
- Wielka Sobota: 17 kwietnia
- Wielkanoc: 18 kwietnia
- Poniedziałek Wielkanocny: 19 kwietnia
- Wniebowstąpienie Pańskie: 27 maja
- Zesłanie Ducha Świętego: 6 czerwca
- Boże Ciało: 17 czerwca